# Boys Like Girls
Boys Like Girls — американський поп-рок та поп-панк гурт, заснований у 2005 році у місті Ендовер (штат Массачусетс). 22 серпня 2006 року вийшов перший альбом гурту з однойменною назвою «Boys Like Girls», який був записаний під лейблом Columbia Records, а перший сингл з даного альбому «Hero/Heroine» посів 43 сходинку у чарті Billboard Hot 100. Другий сингл «The Great Escape (сингл)» посів 23 місце на US Billboard Hot 100. Третій сингл «Thunder» посів 76 місце на US Billboard Hot 100. А сам альбом зайняв 55 місце на Billboard 200 і очолив «US Heat Chart». Альбом був визнаний Платиновим у США. 8 вересня 2009 року Boys Like Girls випустили свій другий альбом «Love Drunk». Перший Сингл «Love Drunk» посів 22 місце у Billboard Hot 100 і приніс великої слави гурту. Музиканти гурту також гастролювали разом з такими гуртами, як: Cute Is What We Aim For, Hit the Lights, Butch Walker.

## Дискографія
- 2006 — Boys Like Girls (альбом)
- 2008 — Heavy Heart
- 2009 — Love Drunk
- 2009 — Crazy World

### Сингли та відео
| Рік  | Назва                    |
| ---- | ------------------------ |
| 2006 | «Hero/Heroine»           |
| 2007 | «The Great Escape»       |
| 2008 | «Thunder»                |
| 2009 | «Love Drunk»             |
| 2009 | «Two Is Better Than One» |
| 2010 | «Heart Heart Heartbreak» |
| 2012 | «Be Your Everything»     |

## Склад гурту
- Мартін Джонсон (Martin Johnson) — вокал, ритм-гітара (2005 — наш час)
- Пол Діджіованні (Paul DiGiovanni) — соло-гітара, бек-вокал (2005 — наш час)
- Джон Кіф (John Keefe) — ударні (2005 — наш час)

### Колишні учасники
- Браян Донахю — бас-гітара, бек-вокал (2005—2011)